# 细叶黄乌头
细叶黄乌头（学名：Aconitum barbatum）为毛茛科乌头属下的一个种。

## 扩展阅读
- 維基物種上的相關：细叶黄乌头